# Vincent van Gogh (predikant)
Vincent Ferdinand Jacob van Gogh (Den Haag, 11 februari 1789 - Breda, 7 mei 1874) was een Nederlandse predikant. Hij is de grootvader van de bekende kunstschilder Vincent van Gogh.
Van Gogh werd in 1789 in Den Haag geboren als zoon van Johannes van Gogh (1763-1840), gouddraadtrekker en latere catechiseermeester en voorlezer van de Haagse Kloosterkerk, en Johanna van der Vin (1751-1821). 
Hij studeerde vanaf 1805 theologie in Leiden en promoveerde in 1811. In hetzelfde jaar trouwde hij in Amsterdam met Elisabeth Huberta Vrijdag (1790-1857). 
In 1811 werd hij predikant te Ochten en in 1816 te Benschop. Van 1822 tot zijn emeritaat in 1853 was hij predikant te Breda. Hij bekleedde van 1825 tot 1866 functies van secretaris en boekhouder bij de Maatschappij tot bevordering van Welstand, een organisatie die zich tot doel gesteld had om de positie van protestanten in Noord-Brabant te verbeteren. 
Het echtpaar kreeg negen kinderen, onder wie de latere predikant Theo, de viceadmiraal Johannes en drie zoons die succesvol zouden worden in de kunsthandel Hendrik (Oom Hein), Cornelis Marinus (C.M.) (Oom Cor) en Vincent (Oom Cent).
Van Gogh werd als een van de eerste notabelen begraven op de protestantse begraafplaats Haagveld te Princenhage bij Breda. Tevens liggen hier begraven zijn echtgenote Elisabeth Vrijdag, zijn zoon Vincent (1820-1888), en diens vrouw Cornelia Carbentus (1829-1913).